# Kabomba karolińska

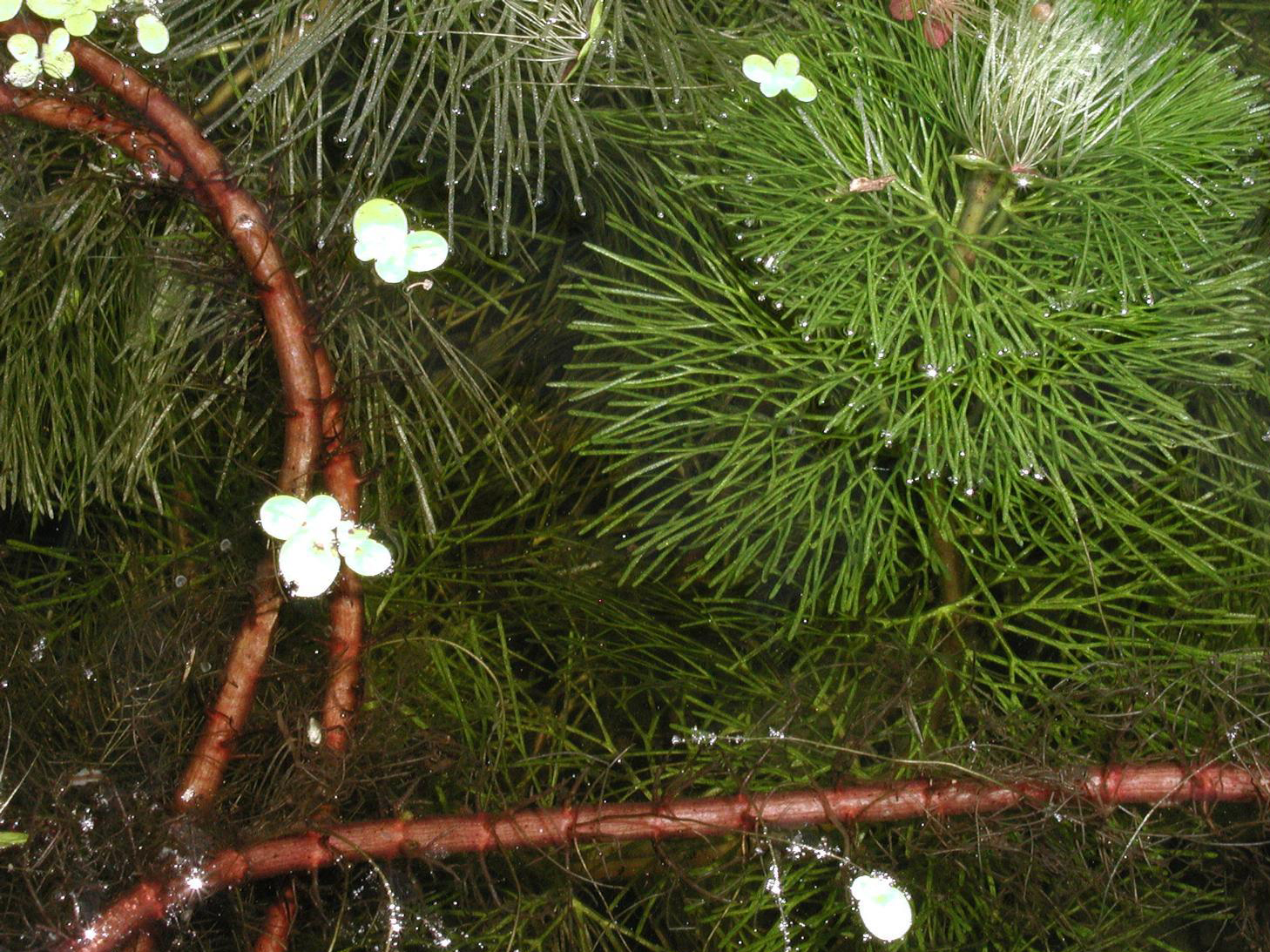

Kabomba karolińska (Cabomba caroliniana) – gatunek rośliny z rodziny pływcowatych. Występuje naturalnie w Ameryce Północnej (USA i Ontario w Kanadzie) oraz w Ameryce Południowej (Brazylia, Argentyna, Urugwaj, Paragwaj). Poza tym na wielu obszarach jako gatunek zawleczony i zadomowiony. W Polsce ten inwazyjny gatunek został stwierdzony w 2011 roku na jednym stanowisku w miejscowości Krążek na Wyżynie Śląsko-Krakowskiej.

## Zakazy unijne dotyczące kabomby karolińskiej
Roślina ta figuruje na liście gatunków inwazyjnych stwarzających zagrożenie dla Unii Europejskiej, publikowanej w rozporządzeniach wykonawczych do rozporządzenia Parlamentu Europejskiego i Rady (UE) nr 1143/2014 z dnia 22 października 2014 r. w sprawie działań zapobiegawczych i zaradczych w odniesieniu do wprowadzania i rozprzestrzeniania inwazyjnych gatunków obcych. Gatunek ujęty jest także na analogicznej liście w polskim prawie krajowym.
Inwazyjne gatunki obce stwarzające zagrożenie dla Unii (w tym kabomba karolińska) podlegają zakazowi następujących zamierzonych działań:
- wprowadzania na terytorium Unii, w tym przemieszczania tranzytem pod nadzorem celnym;
- przetrzymywania, w tym w obiekcie izolowanym;
- hodowania, w tym w obiekcie izolowanym;
- przywożenia do Unii, wywożenia z Unii lub przemieszczania w granicach Unii z wyjątkiem transportu gatunków do obiektów w związku z ich eliminacją;
- wprowadzania do obrotu;
- wykorzystywania lub wymieniania;
- zezwalania na ich rozmnażanie, hodowlę lub uprawę, w tym w obiekcie izolowanym; lub
- uwalniania do środowiska.

## Zastosowanie
Jedna z najstarszych roślin akwariowych i nadal popularna, jednak bardzo wrażliwa. Wymaga czystej, miękkiej wody, ciepła, światła i umiejscowienia z dala od filtra (ruch wody ogołaca ją z liści).